# La Chapelle-Rambaud
La Chapelle-Rambaud är en kommun i departementet Haute-Savoie i regionen Auvergne-Rhône-Alpes i sydöstra Frankrike. Kommunen ligger i kantonen La Roche-sur-Foron som tillhör arrondissementet Bonneville. År 2022 hade La Chapelle-Rambaud 251 invånare.

## Befolkningsutveckling
Antalet invånare i kommunen La Chapelle-Rambaud
| Referens: INSEE |